# Список глав государств в 1627 году
| 1626 ← Список глав государств по годам → 1628 |

## Азия
- Бруней — Абдул Джалил Акбар, султан (1598—1659)
- Бухарское ханство — Имамкули, хан (1611—1642)
- Великих Моголов империя — 
  - Джахангир, падишах (1605—1627)
  - Давар Бахш, падишах (1627—1628)
  - Шах-Джахан I, падишах (1627—1658)
- Грузинское царство — 
  -  Гурийское княжество — Кайхосро I Гуриели, князь (1625/1626—1658)
  -  Имеретинское царство — Георгий III, царь (1605—1639)
  -  Кахетинское царство — Теймураз I, царь (1605—1614, 1615—1616, 1625—1633, 1634—1648)
  -  Картлийское царство — 
    - Симон II, царь (1619—1630/1631)
    - Теймураз I, царь (1625—1633)

  -  Мегрельское княжество — Леван II Дадиани, князь (1611—1657)
- Дайвьет — 
  - Мак Кинь Кхоан, император (династия Мак, на севере) (1625—1638)
  - Ле Тхан-тонг, император (династия Ле, на юге) (1619—1643, 1649—1662)
- Индия —
  - Амбер (Джайпур) — Джай Сингх I, раджа[кат.] (1621—1667)
  - Араккал[англ.] — Мухаммад Али I, али раджа[англ.] (1610—1647)
  - Ахмаднагарский султанат — Бурхан Низам-шах III, султан (1610—1631)
  - Ахом — Сусенгфаа, махараджа[англ.] (1603—1641)
  - Барвани — Лимжи Сингх, рана (1617—1640)
  - Биджапурский султанат — 
    - Ибрагим Адил Шах II, султан (1580—1627)
    - Мохаммед Адил Шах, султан (1627—1656)

  - Биканер — Сурат Сингх Бхуратия, раджа[англ.] (1613—1631)
  - Бунди — Ратан Сингх, раджа (1608—1632)
  - Бхавнагар — Говинджи Ратанжи, раджа (1622—1636)
  - Ванканер — Сартанжи Султанжи, раджа (1605—1632)
  - Виджаянагарская империя — Рама Дева Райя, махараджадхираджа (1617—1632)
  - Голконда — Абдулла Кутб-шах, султан[англ.] (1626—1672)
  - Гулер[англ.] — Руп Чанд Бахадур, раджа[англ.] (1610—1635)
  - Датия — Бхагван Рао, раджа (1626—1656)
  - Джайнтия[англ.] — Сундар Раи, раджа[англ.] (1625—1636)
  - Джайсалмер — Кальян Сингх, раджа (1624—1634)
  - Джалавад (Дрангадхра) — Чандрасинхжи Раисинжи, сахиб (1584—1628)
  - Дженкантал[англ.] — Балбхадра Рэй Сингх, раджа[кат.] (1615—1641)
  - Джхабуа — Ман Сингх, раджа (1610—1677)
  - Дунгарпур — Пунжарай Сингх, раджа (1609—1657)
  - Кач — Бхармалджи I, раджа (1585—1631)
  - Келади[англ.] — Хирия Венкатаппа Найяка, раджа[англ.] (1586—1629)
  - Кишангарх — Джаг Мал, махараджа (1618—1628)
  - Кочин —  Веера Керала Варма III, махараджа (1624—1637)
  - Куч-Бихар — Пран Нарайян, раджа (1626—1665)
  - Ладакх — Сенге Намгьял, раджа[англ.] (1616—1623, 1624—1642)
  - Мадурай — Тирумала Найяка, раджа (1623—1659)
  - Майсур — Чамараджа Водеяр VI, махараджа (1617—1637)
  - Манди — Хари Сен, раджа (1616—1637)
  - Манипур — Хагемба, раджа[англ.] (1597—1652)
  - Марвар (Джодхпур) — Гадж Сингх, раджа (1619—1638)
  - Мевар (Удайпур) — Каран Сингх II, махарана (1620—1628)
  - Наванагар — Лакхаджи I Аджоджи, джам (1624—1645)
  - Орчха — 
    - Вир Сингх Део, раджа (1605—1626/1627)
    - Джуджхар Сингх, раджа (1626/1627—1635)

  - Пратабгарх — 
    - Синха Сингх, махараджа (1597—1627)
    - Джашвант Сингх, махараджа (1627—1628)

  - Рева — Викрамадитья, раджа (1618—1630)
  - Савантвади — Кхем Савант Бхонсле I, раджа (1627—1640)
  - Самбалпур[англ.] — Веербхадра Саи, раджа[англ.] (1611—1637)
  - Сирмур — Карам Пракаш, махараджа (1616—1630)
  - Сирохи — Акхай Радж II, раджа (1620—1673)
  - Сонепур — Лал Сахиб Део, раджа (1606—1635)
  - Сукет — Шиам Сен, раджа (1620—1650)
  - Танджавур — Рагхунатха Найяк, раджа (1614—1634)
  - Чамба — Притхви Сингх, раджа (1623—1664)
  - Читрадурга[англ.] — Кастури Рангаппа Найяка I, найяк[англ.] (1602—1652)
  - Читрал — Мухтаррам Шах Катор I, мехтар (1585—1655)
- Индонезия —
  - Аче — Искандер Муда, султан (1607—1636)
  - Бантам — Абу аль-Мафахир Махмуд Абдулкадир, султан (1596—1647)
  - Бачан — Нурусалат, султан[англ.] (ок. 1609—1649)
  - Матарам — Чакракусума Нгабдуррахман Агунг, султан (1613—1645)
  - Сулу — Мувалил Вазит I, султан[англ.] (1610—1650)
  - Тернате — 
    - Музаффар Шах I, султан (1607—1627)
    - Хамза, султан (1627—1648)

  - Тидоре — 
    - Моле Мажиму, султан[англ.] (1599—1627)
    - Нгароламо, султан[англ.] (1627—1634)

  - Чиребон[англ.] — Панембахан Рату, султан[англ.] (1570—1649)
- Иран (Сефевиды) — Аббас I Великий, шахиншах (1587—1629)
- Казахское ханство — Есим, хан (1598—1628)
- Камбоджа — Чи Четта II, король[англ.] (1618—1628)
- Канди — Сенарат, царь[англ.] (1604—1635)
- Китай (Империя Мин)  — 
  - Тяньци (Чжу Юцзяо), император (1620—1627)
  - Чунчжэнь (Чжу Юцзянь), император (1627—1644)
- Лансанг  — 
  - Пхотисарат II, король (1623—1627)
  - Мон Кео, король (1627—1633)
- Малайзия — 
  - Джохор — Абдул Джалил Шах III, Султан[англ.] (1623—1677)
  - Кедах — Риджалуддин Мухаммад Шах, султан[англ.] (1626—1652)
  - Келантан — Абдул Кадир ибн аль-Мархум, султан[англ.] (1616—1637)
  - Паттани — Рату Унгу, королева (1624—1635)
  - Перак — 
    - Ахмад Мансур Рийят Шах II, султан (1619—1627)
    - Махмуд Рийят Шах I, султан (1627—1630)
- Мальдивы — Дон Филипп, султан (1603—1632)
- Могулистан — Абдураим, хан (в Восточном Могулистане)  (1591—1636)
- Могулия (Яркендское ханство) — Абд ал-Латиф I, хан  (1618—1630)
- Монгольская империя (Северная Юань) — Лигдэн, великий хан (1603—1634)
- Мьянма — 
  - Аракан (Мьяу-У) — Тхири Тхудхамма, царь[англ.] (1622—1638)
  - Таунгу — Анаукпетлун, царь[англ.]  (1605—1628)
- Непал (династия Малла) —
  - Бхактапур — Джагаджиоти Малла, раджа[англ.] (1613—1637)
  - Катманду (Кантипур) — Лакшминарасимха Малла, раджа[англ.] (1620—1641)
  - Лалитпур — Сиддхи Нарасимха, раджа[англ.] (1620—1661)
- Ногайская Орда — Канай, бий (1622—1634)
- Оман — Насир ибн Муршид, имам (1624—1649)
- Османская империя — Мурад IV, султан (1623—1640)
- Поздняя Цзинь — Абахай, хан (1626—1636)
- Рюкю — Сё Хо, ван (1621—1640)
- Саравак[англ.] — Ибрагим Али Омар Шах (Тенга), султан[англ.] (1599—1641)
- Таиланд — 
  - Аютия — Сонгтам (Бороммарача I), король (1620—1628)
  - Ланнатай — Си Сонгмуон, король[англ.] (1615—1631)
- Тибет — Мипхам Сонам Вангчук Дракпа, гонгма[англ.] (1613—1642)
- Филиппины — 
  - Магинданао — Мухаммад Дипатуан Кударат, султан (1619—1671)
- Хивинское ханство (Хорезм) — Исфандияр, хан (1623—1643)
- Чосон  — Инджо, ван (1623—1649)
- Япония — 
  - Го-Мидзуноо (Котохито), император (1611—1629)
  - Токугава Иэмицу, сёгун (1623—1651)

## Америка
- Новая Испания — Родриго Пачеко-и-Осорио, вице-король (1624—1635)
- Перу — Диего де Кордоба, вице-король (1622—1629)

## Африка
- Аусса — Садик Сабраддин, имам (1613—1632)
- Багирми — Далай, султан (1625—1635)
- Бамум — Нгапна, мфон (султан)[англ.] (1590—1629)
- Бени-Аббас[англ.] — Си Бетка Мокрани, султан[фр.] (1620—1680)
- Бенинское царство — Охуан, оба[англ.] (1602—1656)
- Борну — Умар, маи[нем.] (1619—1639)
- Буганда — Секамаанья, кабака (ок. 1614 — ок. 1634)
- Варсангали[англ.] — Али, султан[кат.] (1612—1655)
- Вогодого — Убиа, нааба (ок. 1620 — ок. 1640)
- Гаро (Боша) — Магела, тато[англ.] (ок. 1600— ок. 1630)
- Дагомея — Дакодону, ахосу (ок. 1620 — ок. 1645)
- Дарфур — Сулейман Солон, султан (1603—1637)
- Денди[англ.] — Давуд II, аскья[англ.] (1618—1639)
- Денкира[англ.] — Веремпе Ампем, денкирахене[англ.] (1624—1637)
- Джолоф — Бираима Пенда, буур-ба[англ.] (1605—1649)
- Имерина — Андрианжака, король[англ.] (1612—1630)
- Кайор — Бирам Манга, дамель (1610—1640)
- Кано[англ.] — Кутумби, султан[англ.] (1623—1648)
- Каффа — Гиба Нетшотшо, царь (ок. 1605 — ок. 1640)
- Конго — Амброзио I, маниконго[англ.] (1626—1631)
- Марокко (Саадиты) — Абу Марван Абд аль-Малик II, султан (1627—1631)
  - Зидан Абу Маали, султан (в Марракеше) (1603—1627)
  - Абд ал-Малик III, султан (в Фесе) (1623—1627)
- Массина — 
  - Силамаран, ардо (1625—1627)
  - Хаммади III, ардо (1627—1663)
- Мутапа — Ниамбу Капараридзе, мвенемутапа[англ.] (1623—1629)
- Ндонго — Зинга Мбанди Нгола, нгола[англ.] (1624—1631)
- Нри[англ.] — Агу, эзе[англ.] (1583—1676)
- Руанда — Мибамве II, мвами (1609—1642)
- Салум — Берам Ндиеме Кумба Ндиайе, маад (1614—1637)
- Свазиленд (Эватини) — Нкоси II, вождь (ок. 1600 — 1640)
- Сеннар — Рубат I, мек (1616/1617—1644/1645)
- Твифо-Хеман (Акваму)[англ.] — Афракома, аквамухене (1625—1640)
- Эфиопия — Сусеньос I (Малак-Сагад III), император (1606—1632)

## Европа
- Англия, Шотландия и Ирландия — Карл I Стюарт, король (1625—1649)
- Андорра —
  - Людовик XIII, король Франции, князь-соправитель (1620—1643)
  - Луис Диес Ауш де Армендарис, епископ Урхельский, князь-соправитель (1621—1627)
  - Антони Перес, епископ Урхельский, князь-соправитель (1627—1633)
- Валахия — 
  - Александр V Князёк, господарь (1623—1627)
  - Александр IV Ильяш, господарь (1616—1618, 1627—1629)
- Венгрия — Фердинанд II, король (1618—1637)
- Дания — Кристиан IV, король (1588—1648)
- Испания — Филипп IV, король (1621—1665)
- Италия —
  - Венецианская республика — Джованни I Корнер, дож (1625—1629)
  - Гвасталла — Ферранте II Гонзага, герцог[англ.] (1621—1630)
  - Генуэзская республика — 
    - Джакомо Ломеллини, дож (1625—1627)
    - Джованни Лука Кьявари, дож (1627—1629)

  - Мантуя — 
    - Винченцо II Гонзага, герцог (1626—1627)
    - Карл I Гонзага, герцог (1627—1637)

  - Масса и Каррара — Карло I, князь (1623—1662)
  - Модена и Реджо — Чезаре д’Эсте, герцог (1597—1628)
  - Пармское герцогство — Одоардо Фарнезе, герцог (1622—1646)
  - Пьомбино — Изабелла Аппиани, княгиня (1611—1628)
  - Тосканское герцогство — Фердинандо II, великий герцог (1621—1670)
  - Урбино — Франческо Мария II делла Ровере, герцог (1574—1621, 1623—1631)
- Крымское ханство — Мехмед III Герай, хан (1623—1628)
- Молдавское княжество — Мирон Барновский-Могила, господарь (1626—1629, 1633)
- Монако — Оноре II, князь (1612—1662)
- Нидерланды (Республика Соединённых провинций) — Фредерик Генрих Оранский, штатгальтер (1625—1647)
- Норвегия — Кристиан IV, король (1588—1648)
- Папская область — Урбан VIII, папа (1623—1644)
- Португалия — Филипп III (король Испании Филипп IV), король (1621—1640)
- Речь Посполитая — Сигизмунд III Ваза, король Польши и великий князь Литовский (1587—1632)
  -  Курляндия и Семигалия — Фридрих, герцог (1617—1642)
- Русское царство — Михаил Фёдорович Романов, царь (1613—1645)
- Священная Римская империя — Фердинанд II, император (1619—1637)
  - Австрия — Фердинанд III (император Фердинанд II), эрцгерцог (1619—1637)
  - Ангальт — 
    - Ангальт-Бернбург — Кристиан I, князь (1603—1630)
    - Ангальт-Дессау — Иоганн Казимир, князь (1618—1660)
    - Ангальт-Кётен — Людвиг I, князь (1603—1650)
    - Ангальт-Плёцкау — Август, князь (1603—1653)
    - Ангальт-Цербст — Иоганн VI, князькнязь (1621—1667)

  - Ансбах — Фридрих II, маркграф (1625—1634)
  - Бавария — Максимилиан I, курфюрст (1623—1651)
  - Баден —
    - Баден-Баден — Вильгельм, маркграф (1596—1677)
    - Баден-Дурлах — Фридрих V, маркграф (1622—1659)
    - Баден-Родемахерн[нем.] — Герман Фортунат, маркграф[нем.] (1620—1665)

  - Байрет (Кульмбах) — Кристиан, маркграф (1603—1655)
  - Бранденбург-Пруссия — Георг Вильгельм, курфюрст (1619—1640)
  - Брауншвейг —
    - Брауншвейг-Вольфенбюттель — Фридрих Ульрих, герцог (1613—1634)
    - Брауншвейг-Люнебург — Кристиан, герцог (1611—1633)

  - Вальдек —
    - Вальдек-Вильдунген — Кристиан, граф (1607—1637)
    - Вальдек-Эйзенберг — Вольрад IV, граф (1607—1640)

  - Восточная Фризия — Рудольф Кристиан, граф (1625—1628)
  - Вюртемберг — Иоганн Фридрих, герцог (1608—1628)
  - Ганау —
    - Ганау-Лихтенберг — Филипп Вольфганг, граф[англ.] (1625—1641)
    - Ганау-Мюнценберг — Филипп Мориц, граф[англ.] (1612—1638)

  - Гессен —  
    - Гессен-Буцбах — Филипп III, ландграф (1609—1643)
    - Гессен-Гомбург — Фридрих I, ландграф (1622—1638)
    - Гессен-Дармштадт — Георг II, ландграф (1626—1661)
    - Гессен-Кассель — 
      - Мориц, ландграф (1592—1627)
      - Вильгельм V, ландграф (1627—1637)

    - Гессен-Ротенбург — Генрих IV, ландграф (1627—1658)

  - Гогенцоллерн-Гехинген — Эйтель Фридрих V, князь (1623—1661)
  - Гогенцоллерн-Зигмаринген — Иоганн, граф (1623—1638)
  - Гогенцоллерн-Хайгерлох — Карл, граф (1620—1634)
  - Гольштейн-Готторп — Фридрих III, герцог (1616—1659)
  - Гольштейн-Пиннеберг — Йобст Герман, граф (1622—1635)
  - Кёльнское курфюршество — Фердинанд Баварский, курфюрст (1612—1650)
  - Лихтенштейн — 
    - Карл I, князь (1608—1627)
    - Карл Эйсебиус, князь (1627—1684)

  - Лотарингия — Карл IV, герцог (1624—1625, 1625—1634, 1641, 1661—1670)
  - Майнцское курфюршество — Георг Фридрих фон Гриффенклау, курфюрст (1626—1629)
  - Мекленбург — 
    - Мекленбург-Гюстров — Иоганн Альбрехт II, герцог (1621—1628, 1631—1636)
    - Мекленбург-Шверин — Адольф Фридрих I, герцог (1621—1628, 1631—1658)

  - Монбельяр — Людвиг Фридрих, граф (1617—1631)
  - Нассау —
    - Нассау-Вейльбург — 
      - Людвиг II, граф (1602—1627)
      - Иоганн, граф (1627—1629)
      - Эрнст Казимир, граф (1627—1655)

    - Нассау-Висбаден-Идштейн[нем.] — 
      - Людвиг II, граф (1605—1627)
      - в 1627-1629 годах объединено с Нассау-Вейльбургом

    -  Нассау-Дилленбург[англ.] — Людвиг Генрих, граф (1623—1654)
    - Нассау-Диц[нем.] — Эрнст Казимир, граф (1606—1632)
    - Нассау-Зиген — Иоганн VIII, граф (1623—1638)
    - Нассау-Саарбрюккен — 
      - Людвиг II, граф (1602—1627)
      - Вильгельм Людвиг, граф (1627—1640)

    - Нассау-Хадамар[нем.] — Иоганн Людвиг, граф (1606—1650)

  - Ольденбург — Антон Гюнтер, граф (1603—1667)
  - Померания — Богуслав XIV, герцог (1625—1637)
  - Пфальц — Максимилиан I, курфюрст (1623—1648)
    - Пфальц-Биркенфельд[англ.] — Георг Вильгельм, пфальцграф[англ.] (1600—1669)
    - Пфальц-Биркенфельд-Бишвейлер[англ.] — Кристиан I, пфальцграф[англ.] (1600—1654)
    - Пфальц-Зульцбах — Август, пфальцграф (1614—1632)
    - Пфальц-Клебург — Иоганн Казимир, пфальцграф (1604—1652)
    - Пфальц-Нойбург — Вольфганг Вильгельм, пфальцграф (1614—1653)
    - Пфальц-Цвейбрюккен — Иоганн II, пфальцграф (1604—1635)
      - Пфальц-Ландсберг[англ.] — Фридрих Казимир, герцог[англ.] (1604—1645)

  - Савойя — Карл Эммануил I, герцог (1580—1630)
  - Саксония — Иоганн Георг I, курфюрст (1611—1656)
    - Саксен-Альтенбург — Иоганн Филипп, герцог (1603—1639)
    - Саксен-Веймар — Вильгельм, герцог (1620—1662)
    - Саксен-Кобург — Иоганн Казимир, герцог (1572—1633)
    - Саксен-Ратцебург-Лауэнбург — Август, герцог (1619—1656)
    - Саксен-Эйзенах — Иоганн Эрнст, герцог (1596—1638)

  - Трирское курфюршество — Филипп Кристоф фон Сётерн, курфюрст (1623—1652)
  - Чехия — Фердинанд II, король (1617—1619, 1620—1637)
    - Силезские княжества —
      - Берутувское княжество — Генрих Вацлав Мюнстербергский, князь (1617—1639)
      - Бжегское и Олавское княжества — Иоганн Кристиан Бжегский, князь (1612—1633)
      - Волувское и Легницкое княжества — Георг Рудольф Легницкий, князь (1612—1653)
      - Олесницкое княжество — Карл Фредерик Мюнстербергский, князь (1617—1647)
      - Тешинское (Цешинское) княжество — Эльжбета Лукреция Цешинская, княгиня (1625—1653)

  - Шварцбург-Рудольштадт — Карл Гюнтер I, граф (1605—1630)
- Трансильвания — Габор Бетлен, князь[англ.] (1613—1629)
- Франция — Людовик XIII, король (1610—1643)
- Швеция — Густав II Адольф, король (1611—1632)

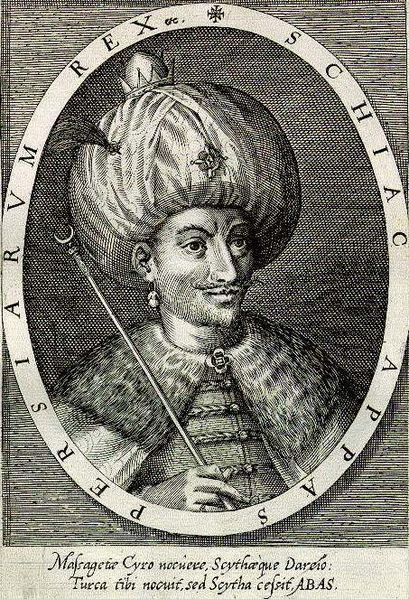
Аббас I Великий 1587-1629 Шахиншах Ирана
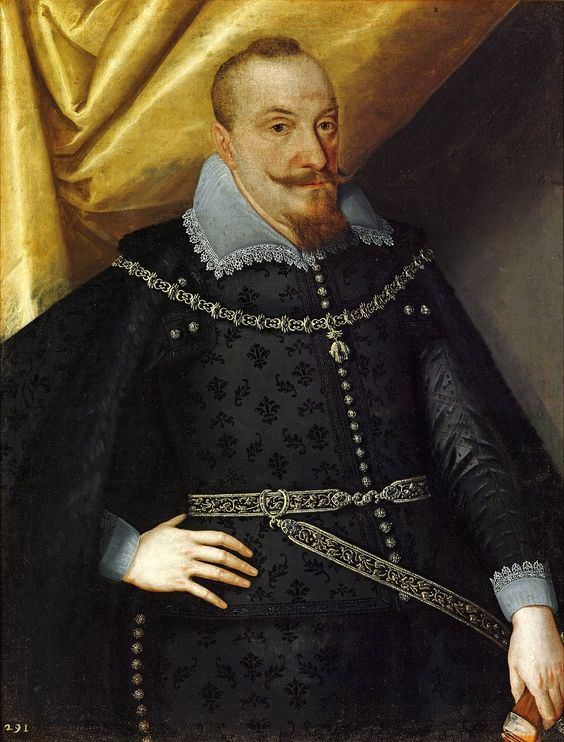
Сигизмунд III Ваза 1587-1632 Король Польши и Великий князь Литовский
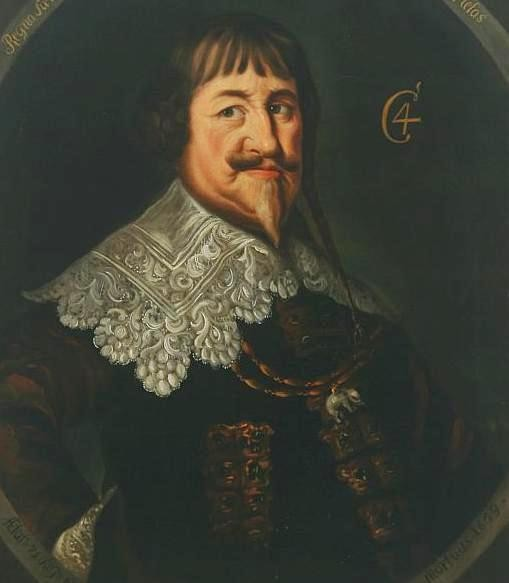
Кристиан IV 1588-1648 Король Дании и Норвегии
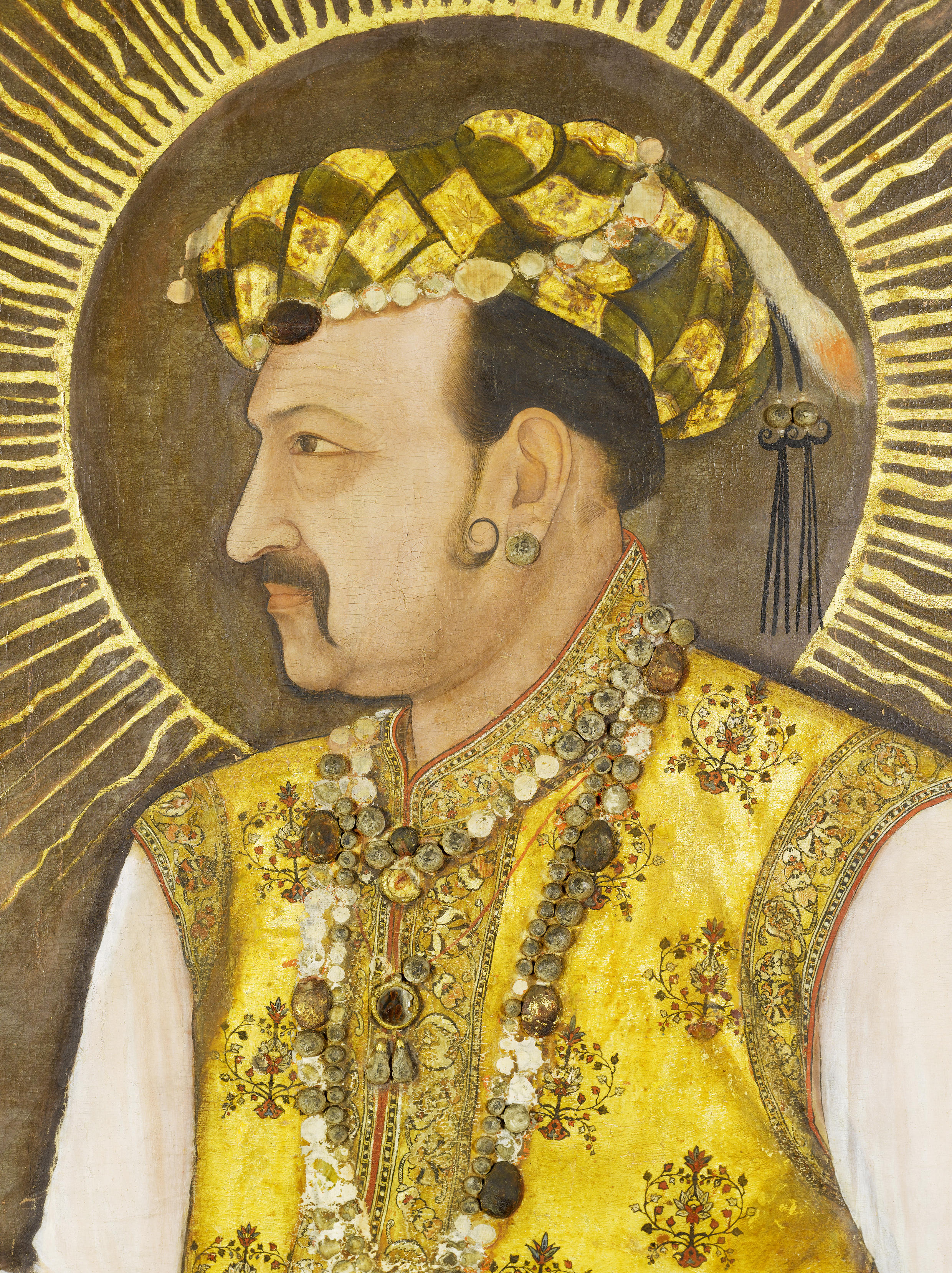
Джахангир 1605-1627 Падишах империи Великих Моголов
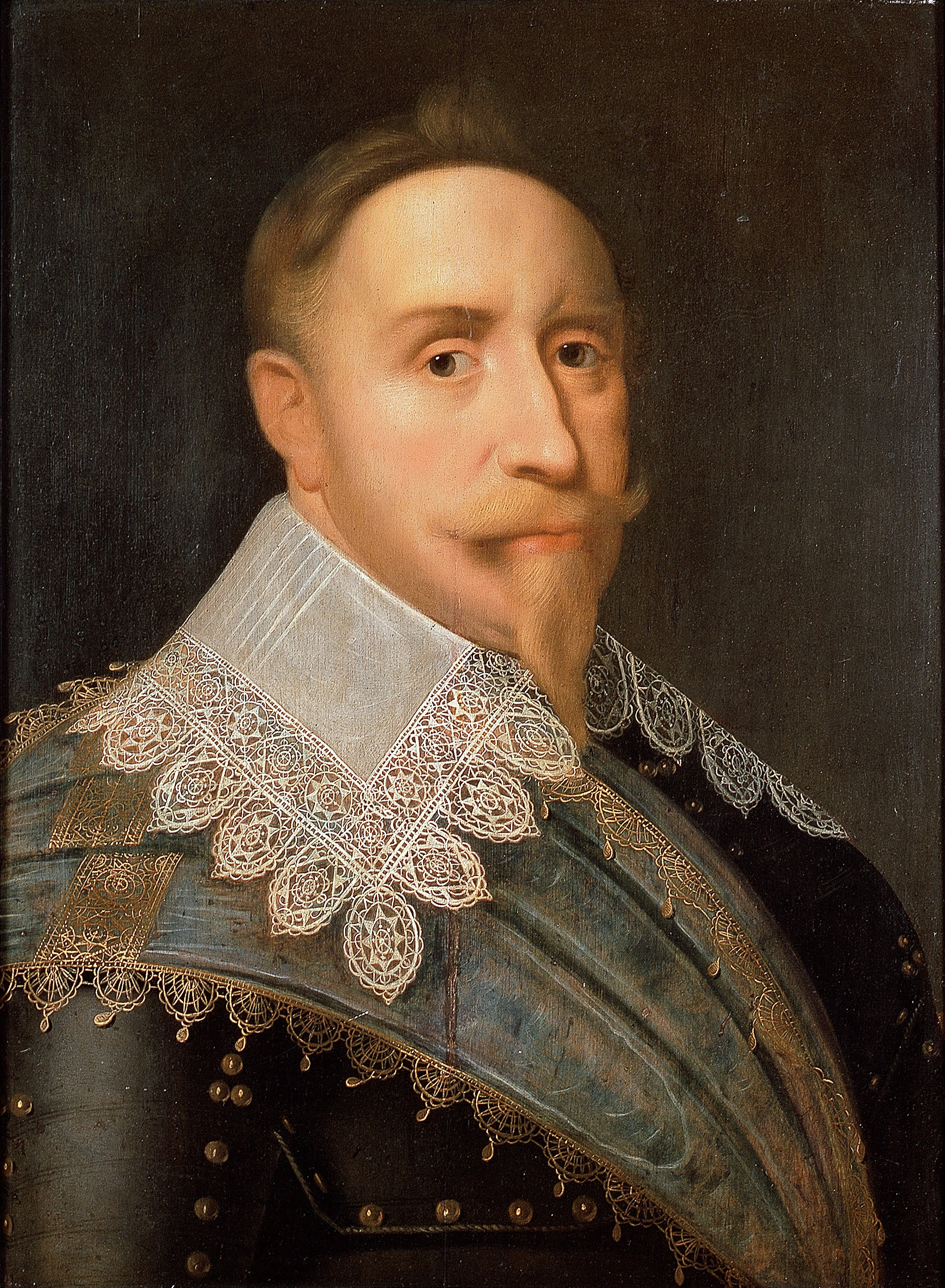
Густав II Адольф 1611-1632 Король Швеции
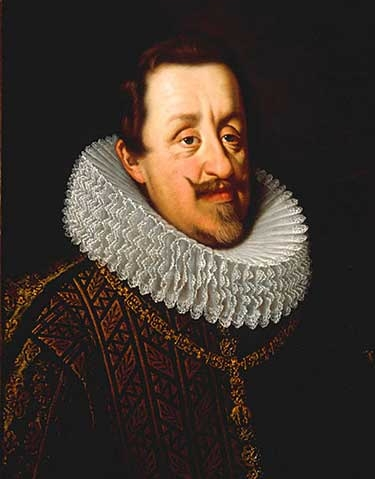
Фердинанд II 1619-1637 Император Священной Римской империи, король Венгрии и Чехии
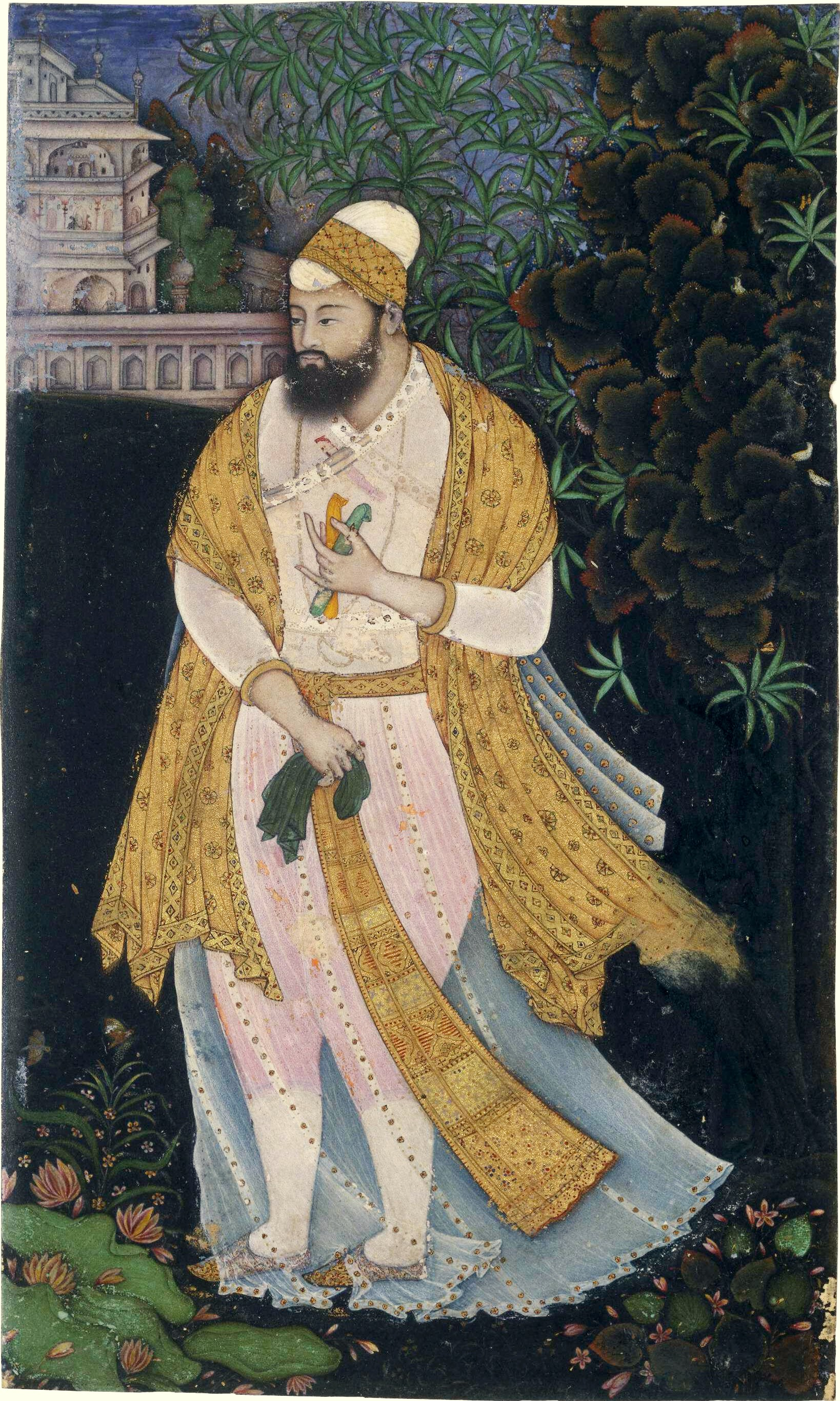
Ибрагим Адил Шах II 1580-1627 Султан Биджапура
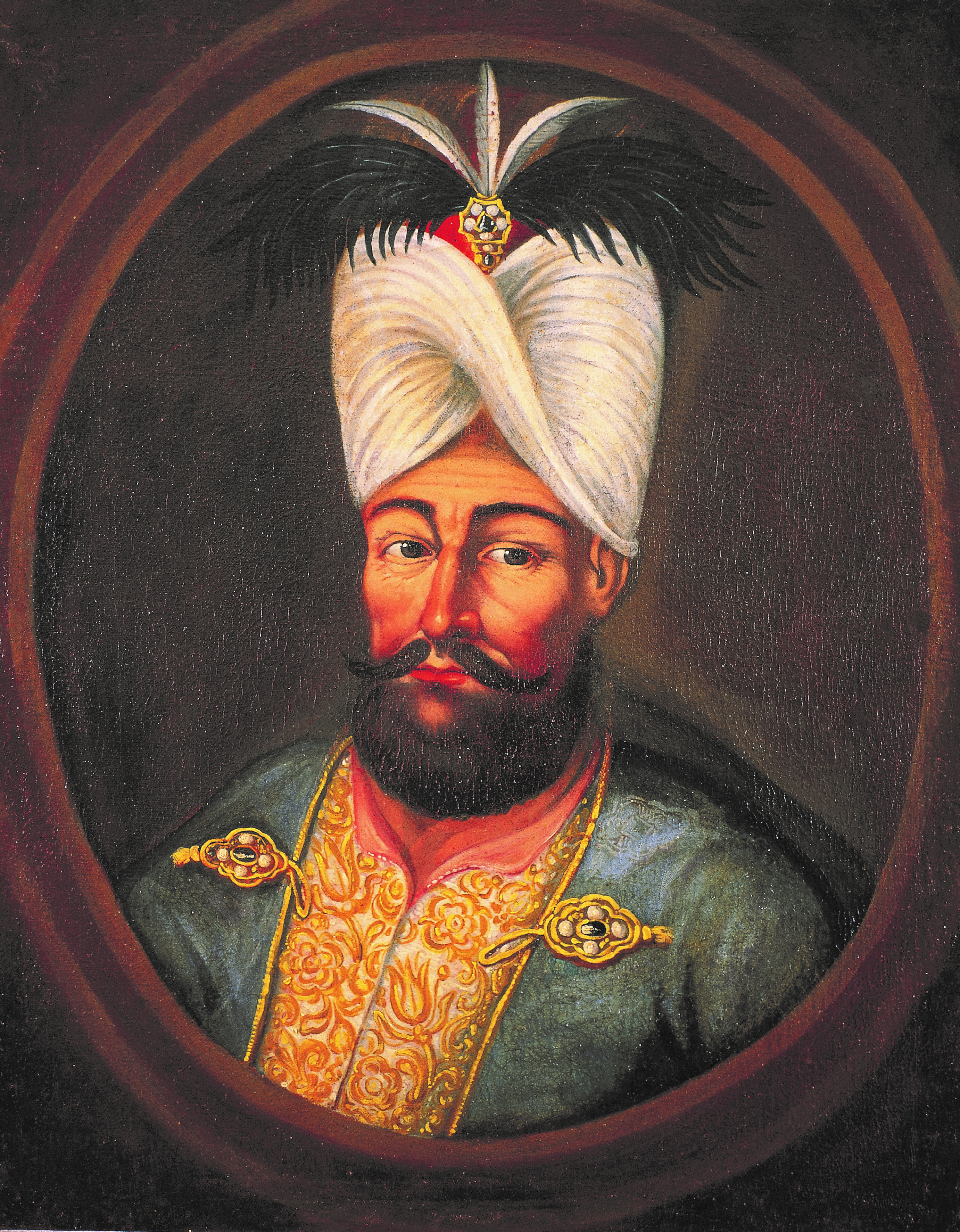
Мурад IV 1623-1640 Османский султан
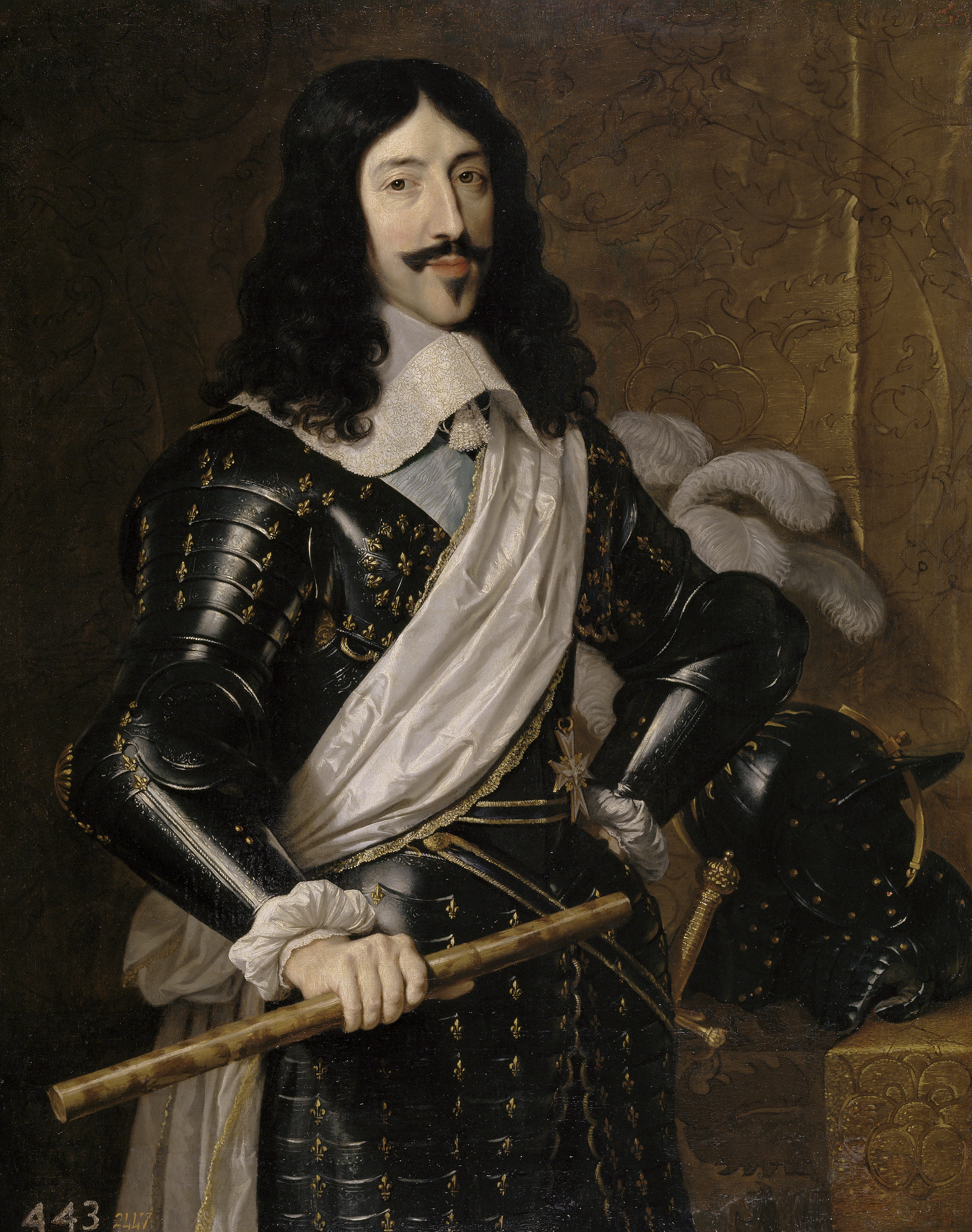
Людовик XIII 1610-1643 Король Франции и Наварры
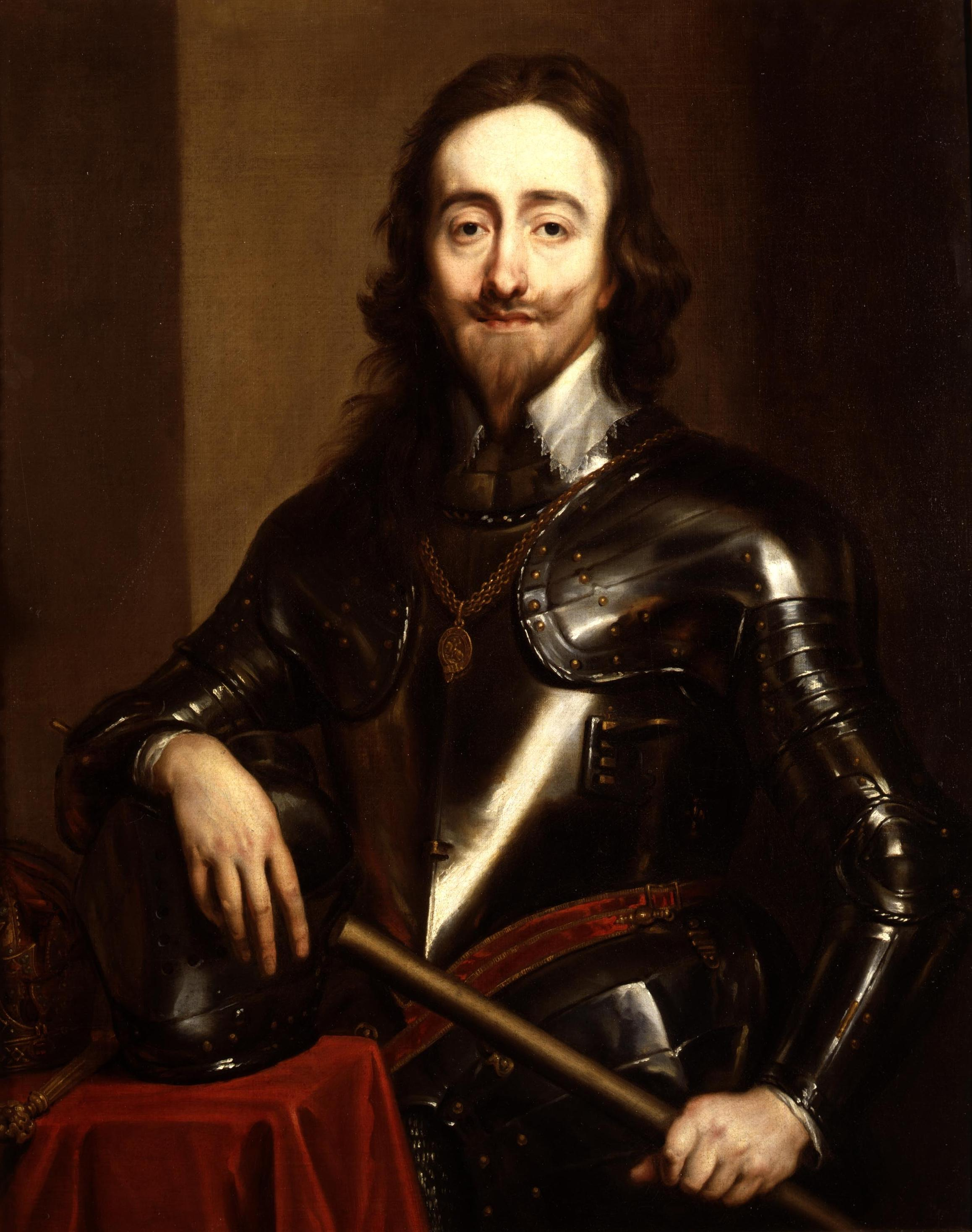
Карл I Стюарт 1625-1649 Король Англии, Шотландии и Ирландии
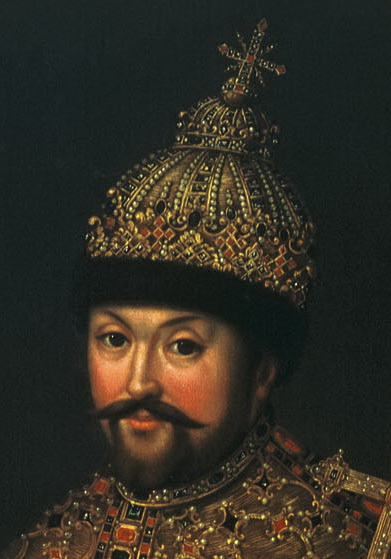
Михаил Фёдорович 1613-1645 Царь всея Руси
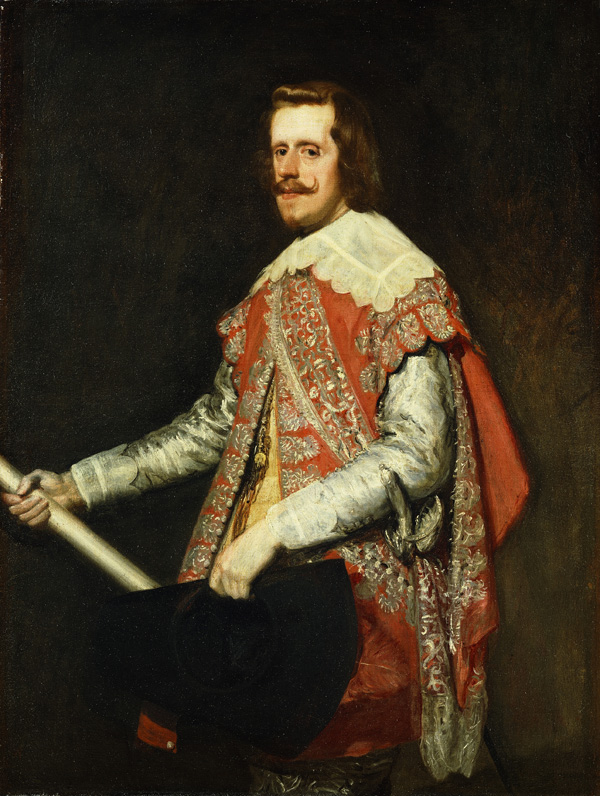
Филипп IV 1621-1640 Король Испании и Португалии
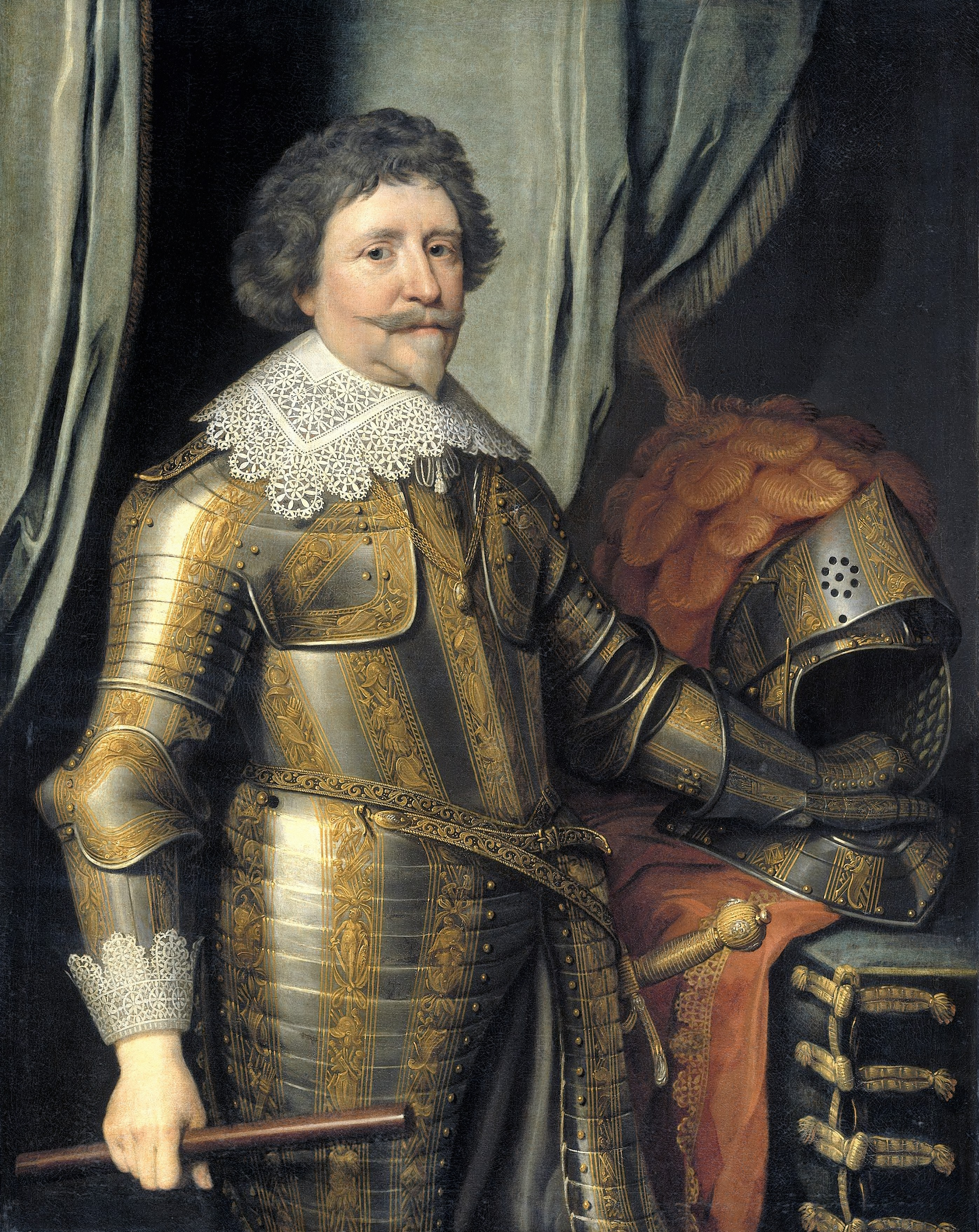
Фредерик Генрих Оранский 1625-1647 Штатгальтер Нидерландов
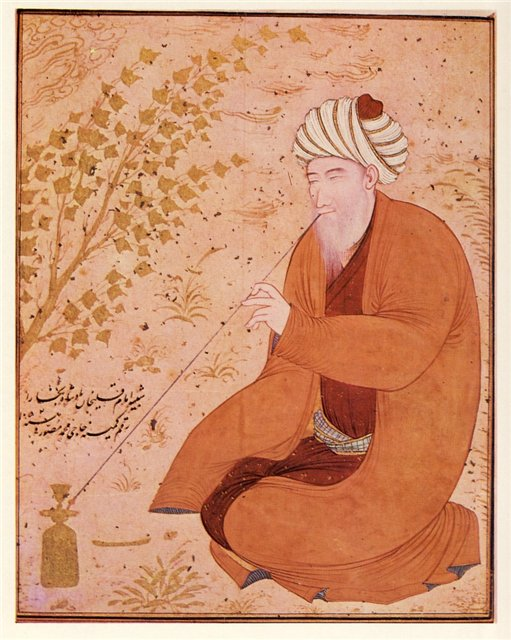
Имамкули 1611-1642 Бухарский хан
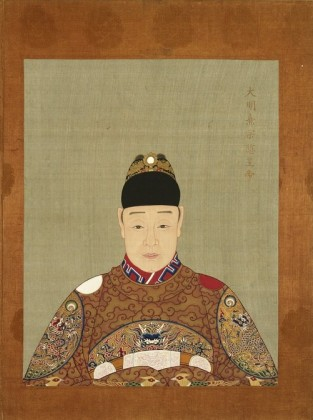
Тяньци 1620-1627 Император Китая
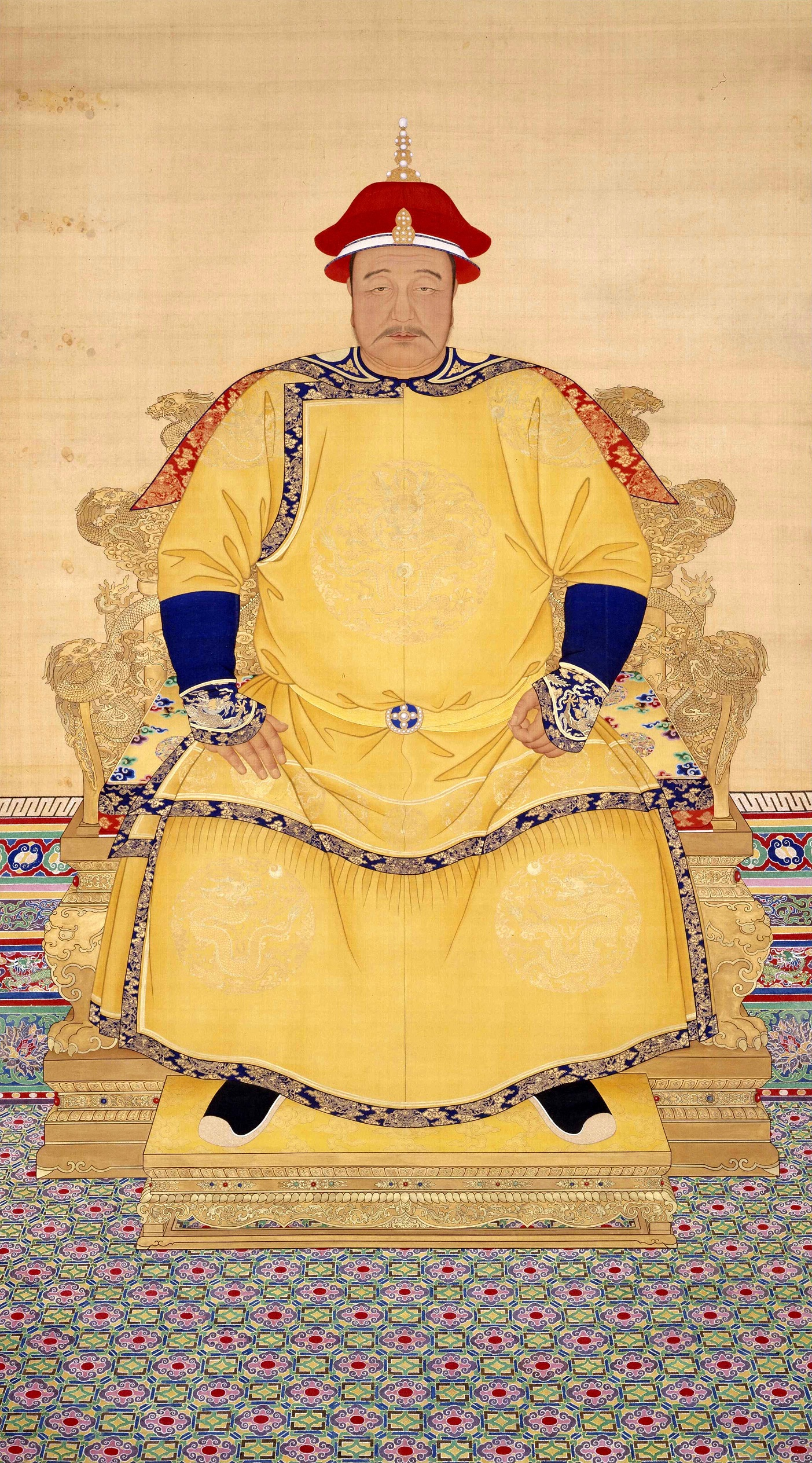
Абахай 1626-1636 Хан Поздней Цзинь
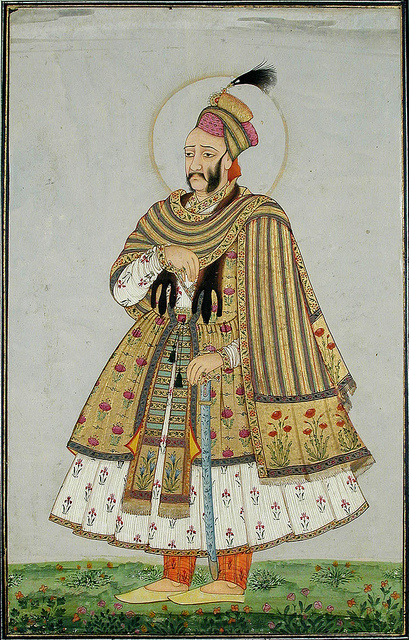
Абдулла Кутб-Шах 1626-1672 Султан Голконды
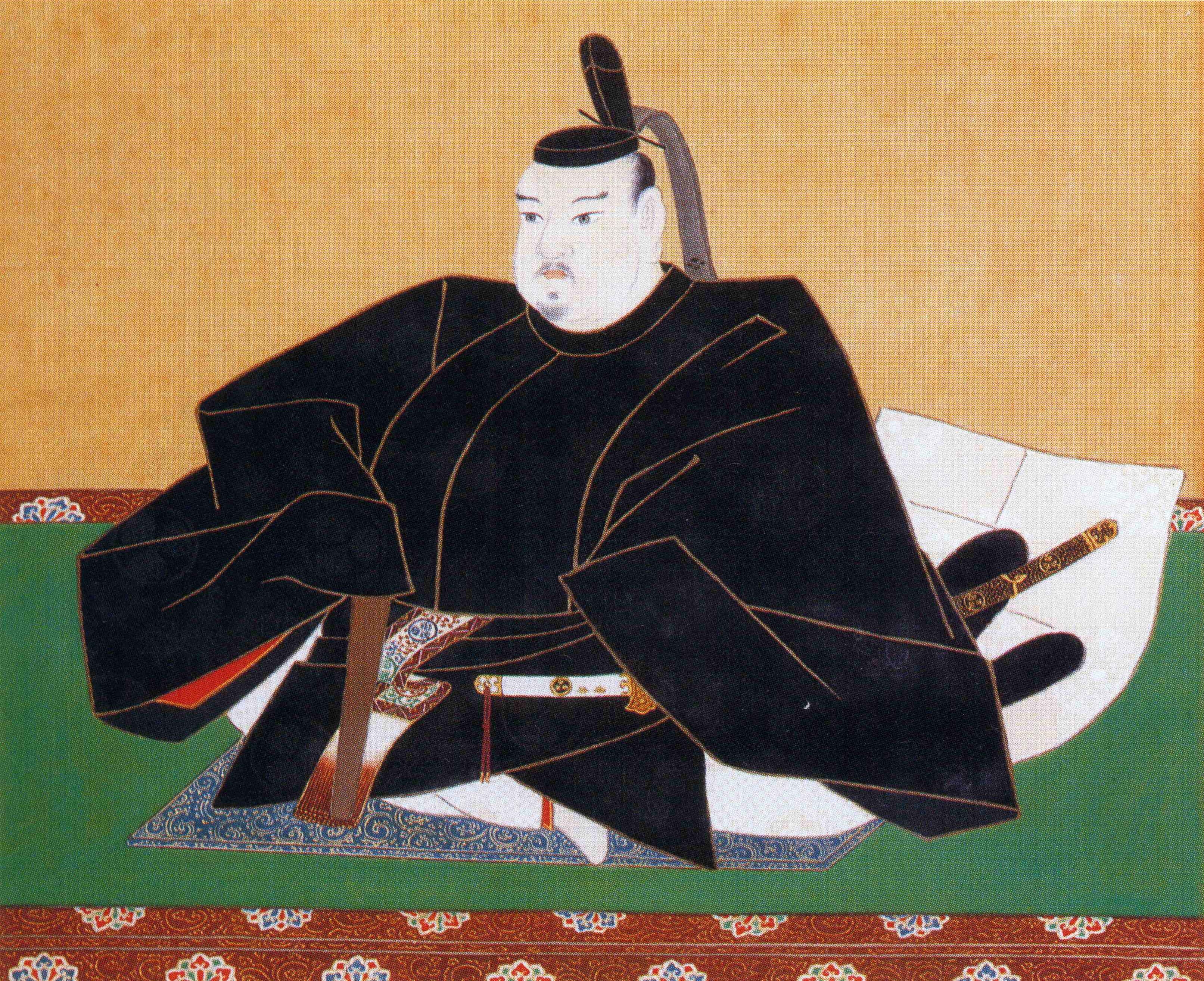
Токугава Иэмицу 1623-1651 Сёгун Японии
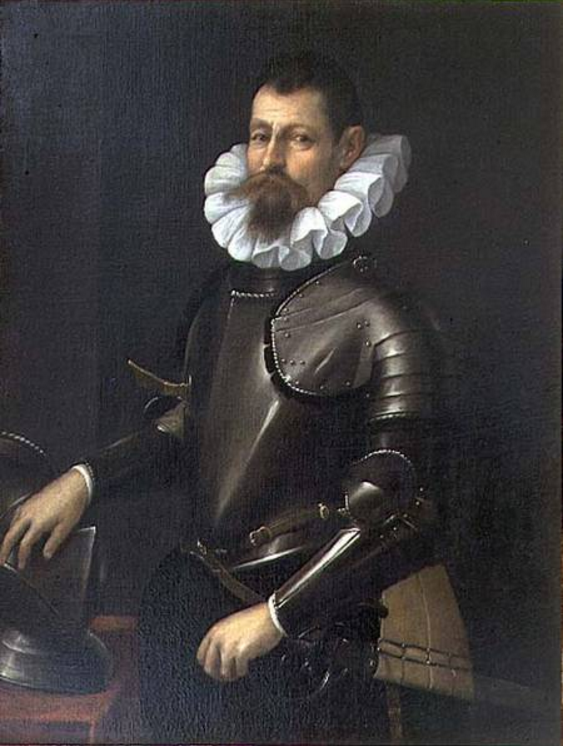
Чезаре д’Эсте 1597-1628 Герцог Модены и Реджо
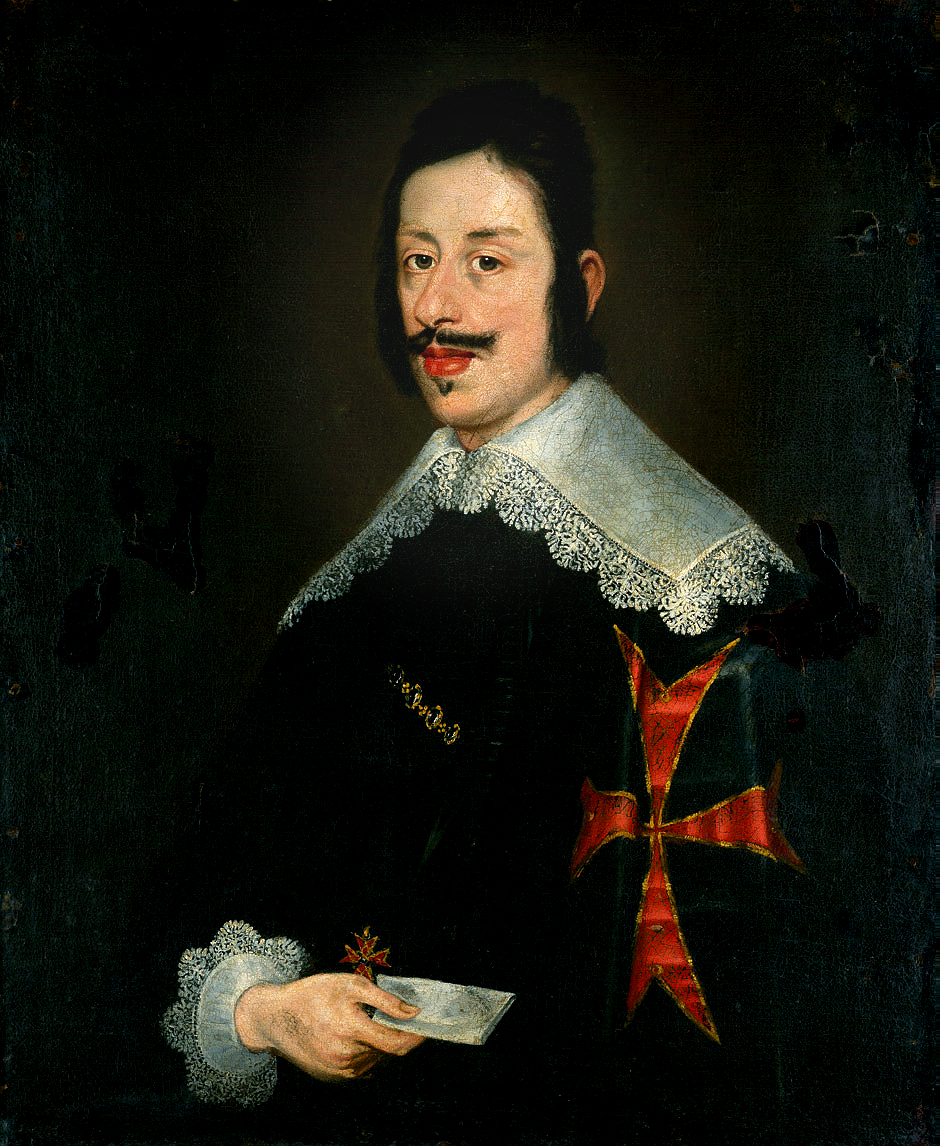
Фердинандо II Медичи 1621-1670 Великий герцог Тосканский
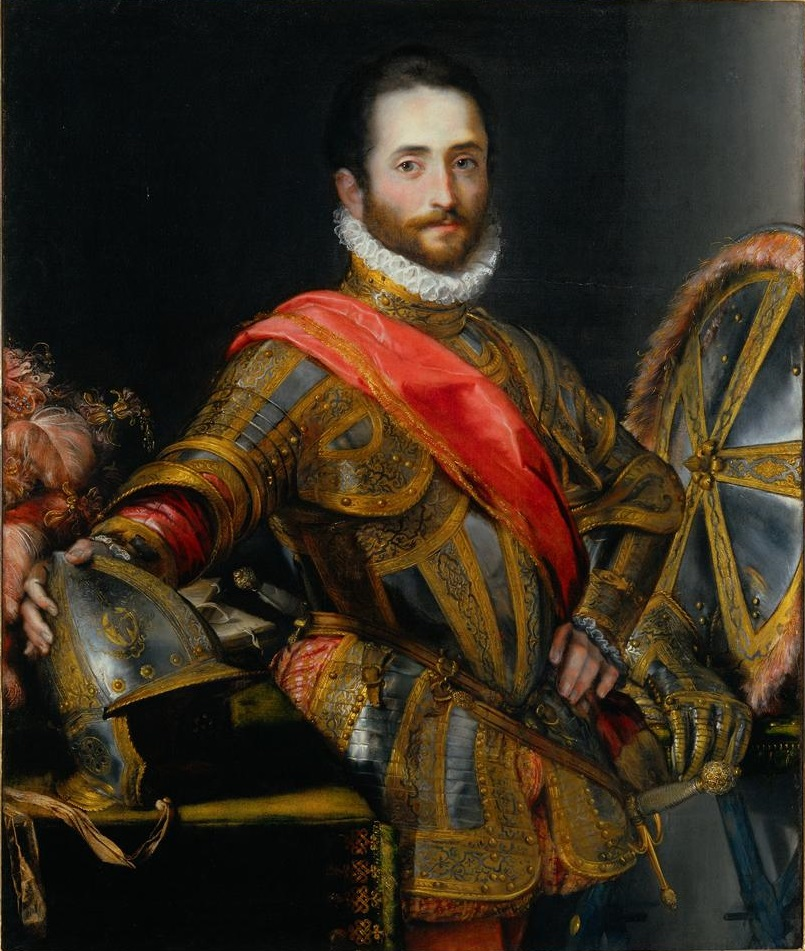
Франческо Мария II делла Ровере 1574-1621, 1623-1631 Герцог Урбино
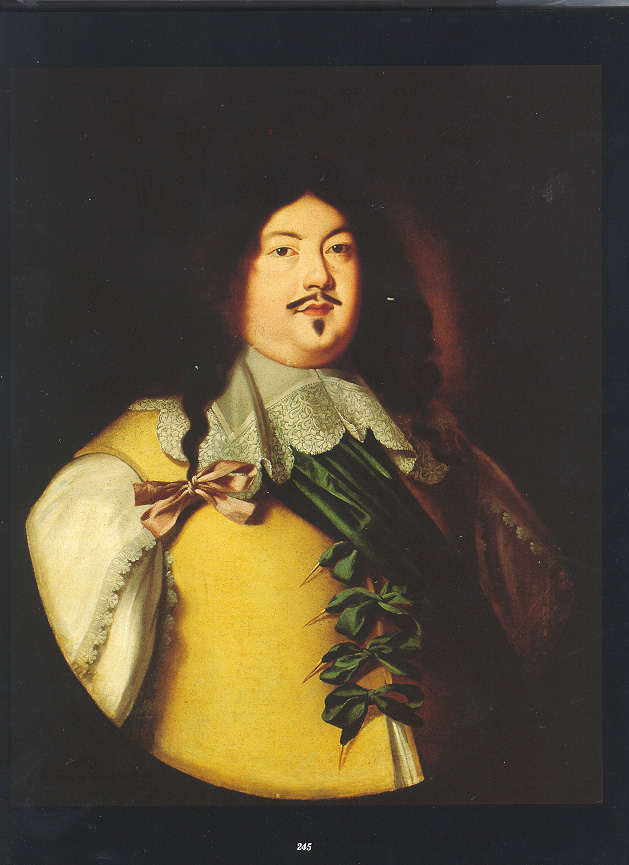
Одоардо Фарнезе 1622-1646 Герцог Пармский
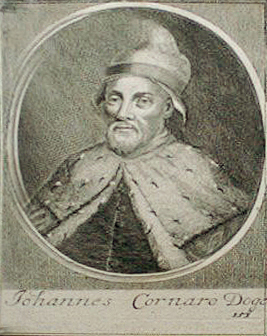
Джованни I Корнер 1625-1629 Дож Венеции
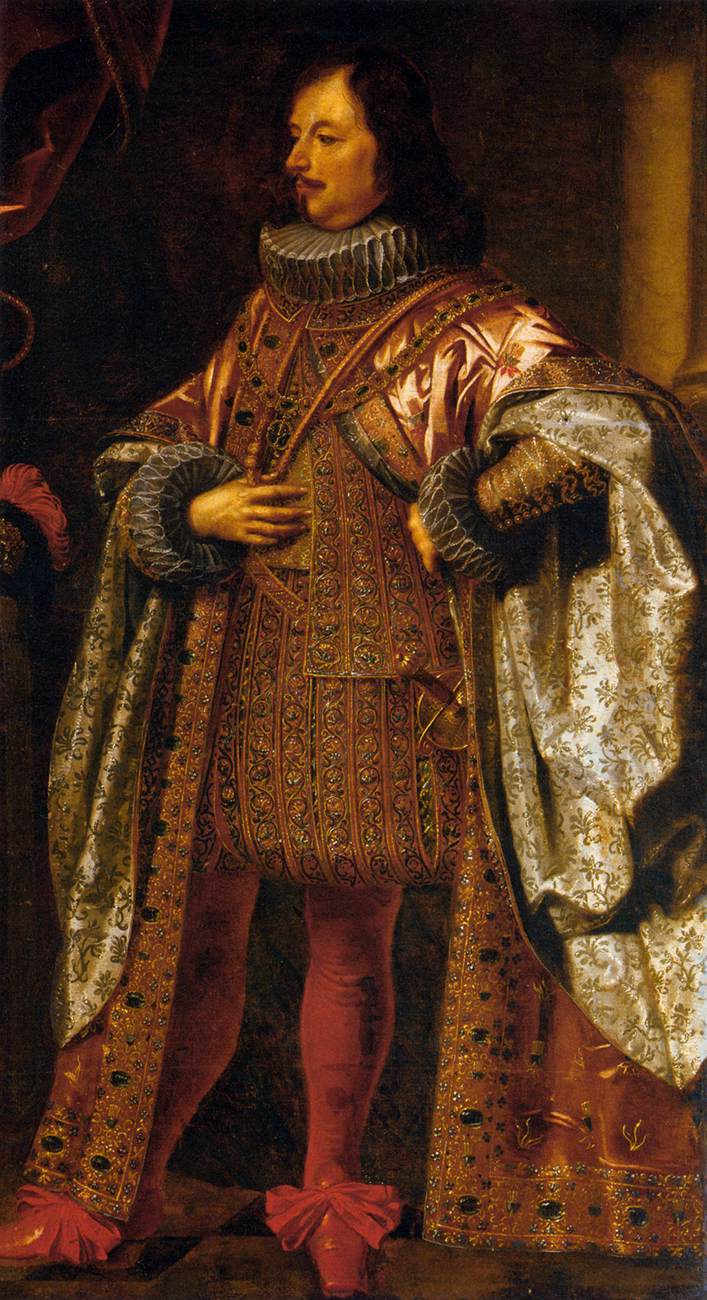
Винченцо II Гонзага 1626-1627 Герцог Мантуи
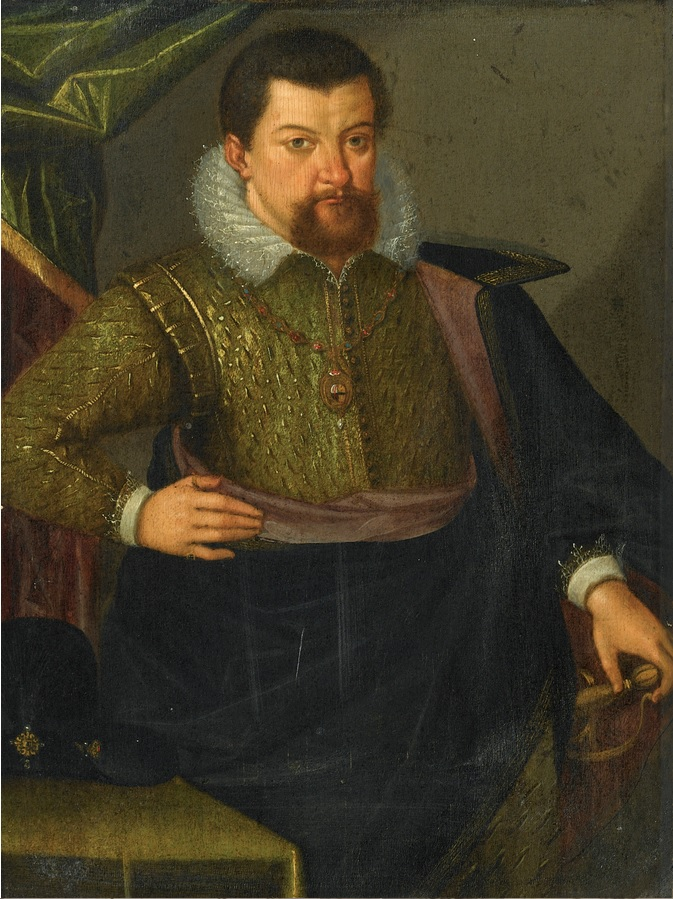
Иоганн Георг I 1611-1656 Курфюрст Саксонии
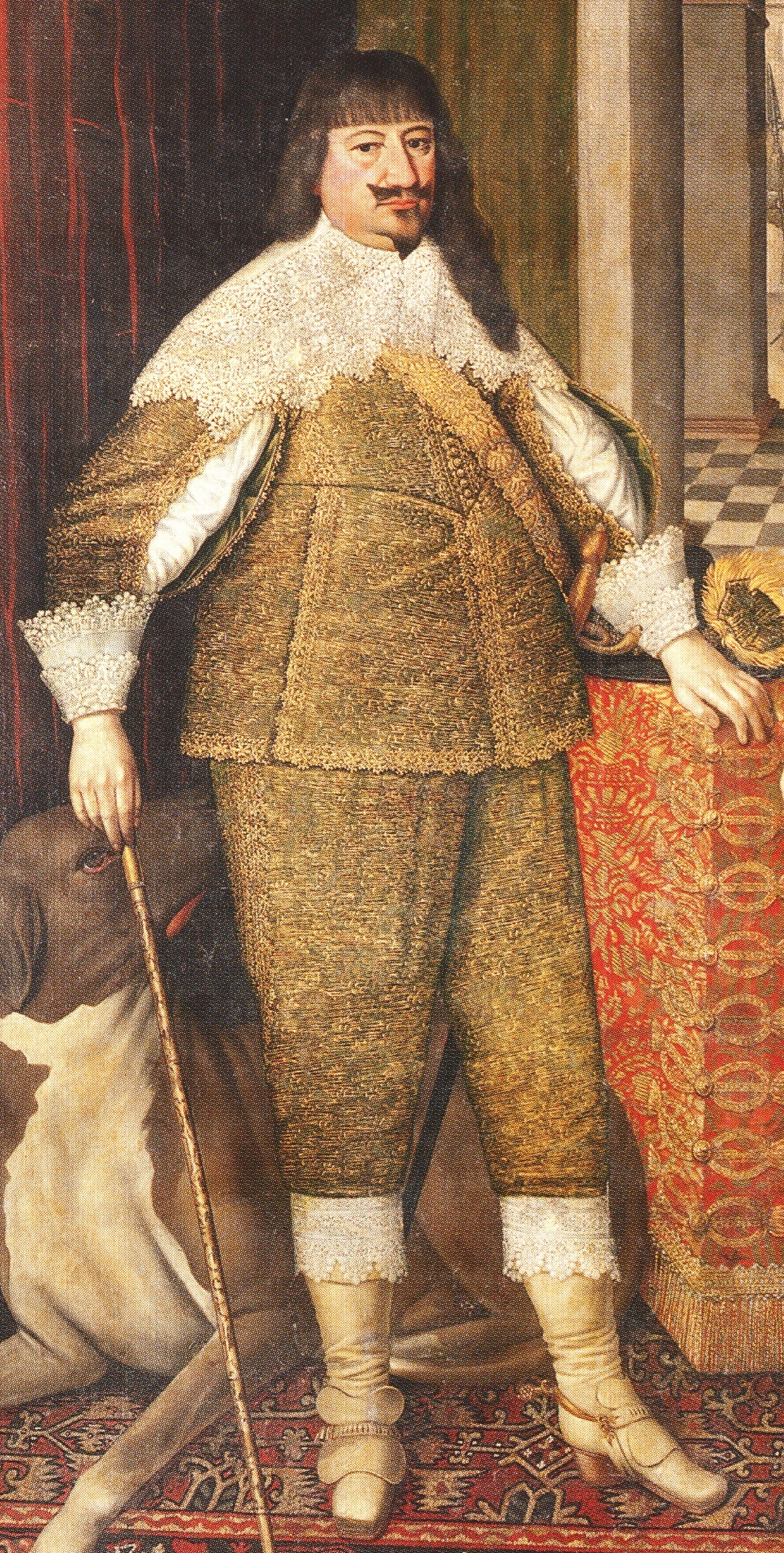
Георг Вильгельм 1619-1640 Курфюрст Бранденбург-Пруссии
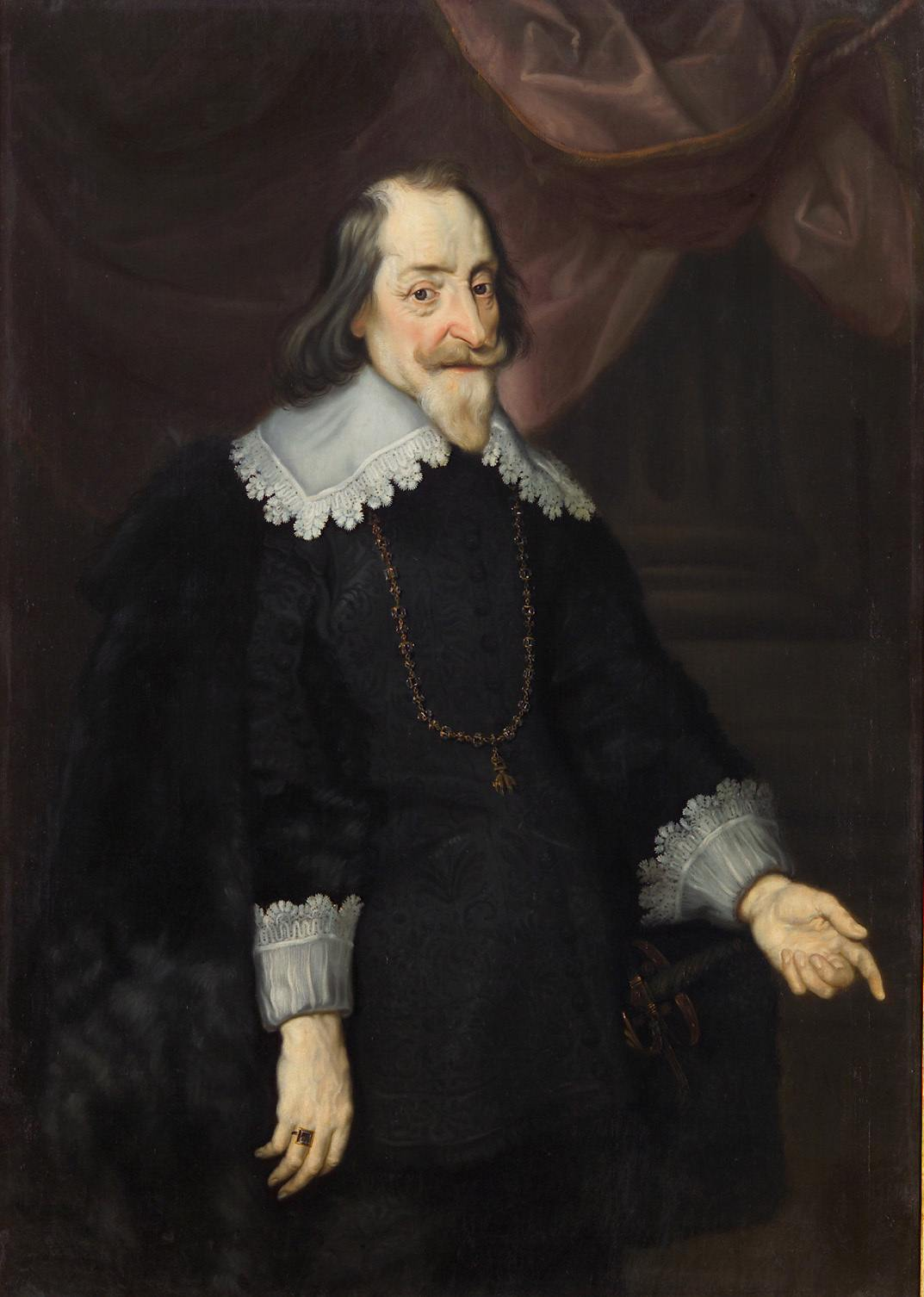
Максимилиан I 1623-1648 Курфюрст Баварии и Пфальца
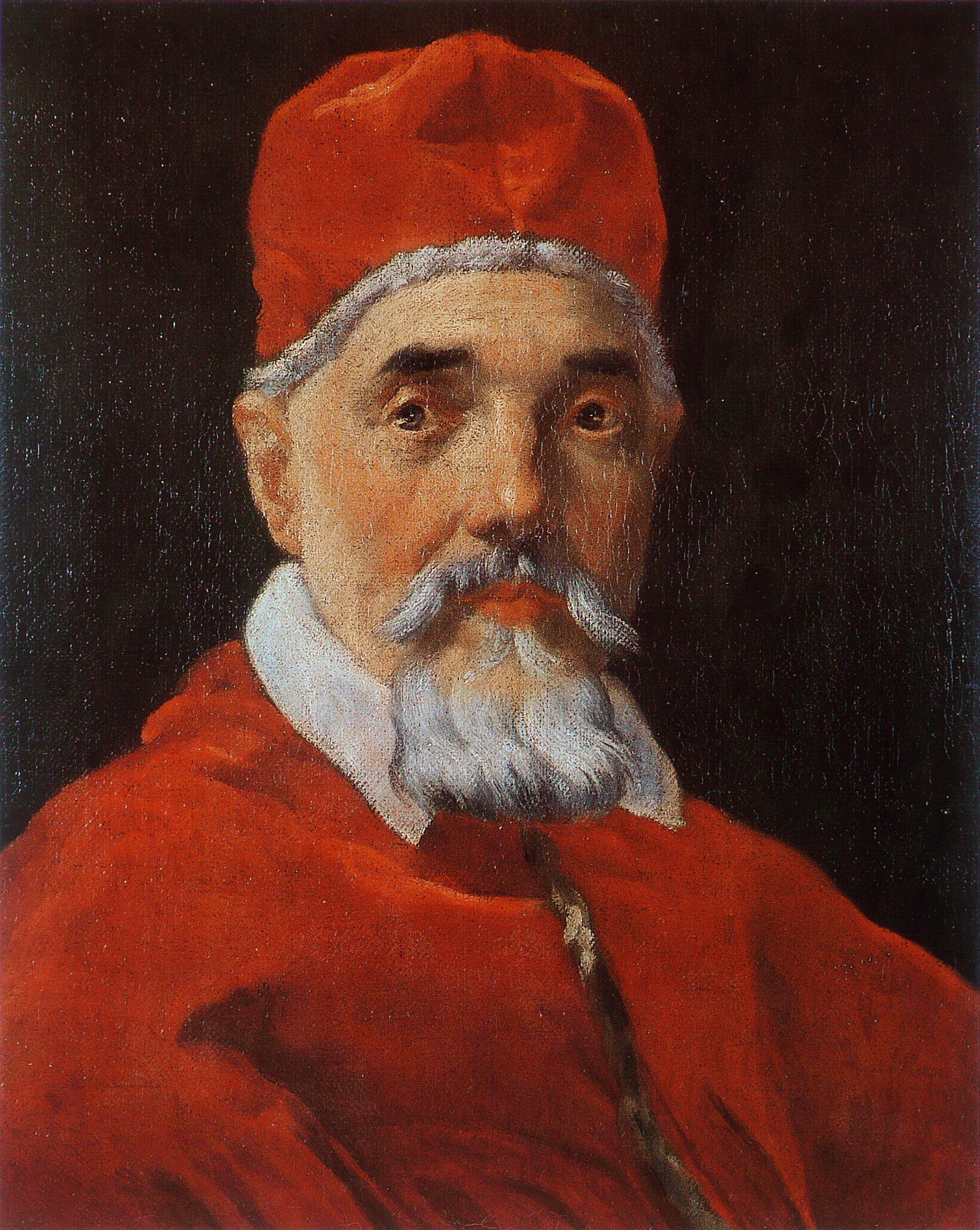
Урбан VIII 1623-1644 Папа Римский